# Jetboot

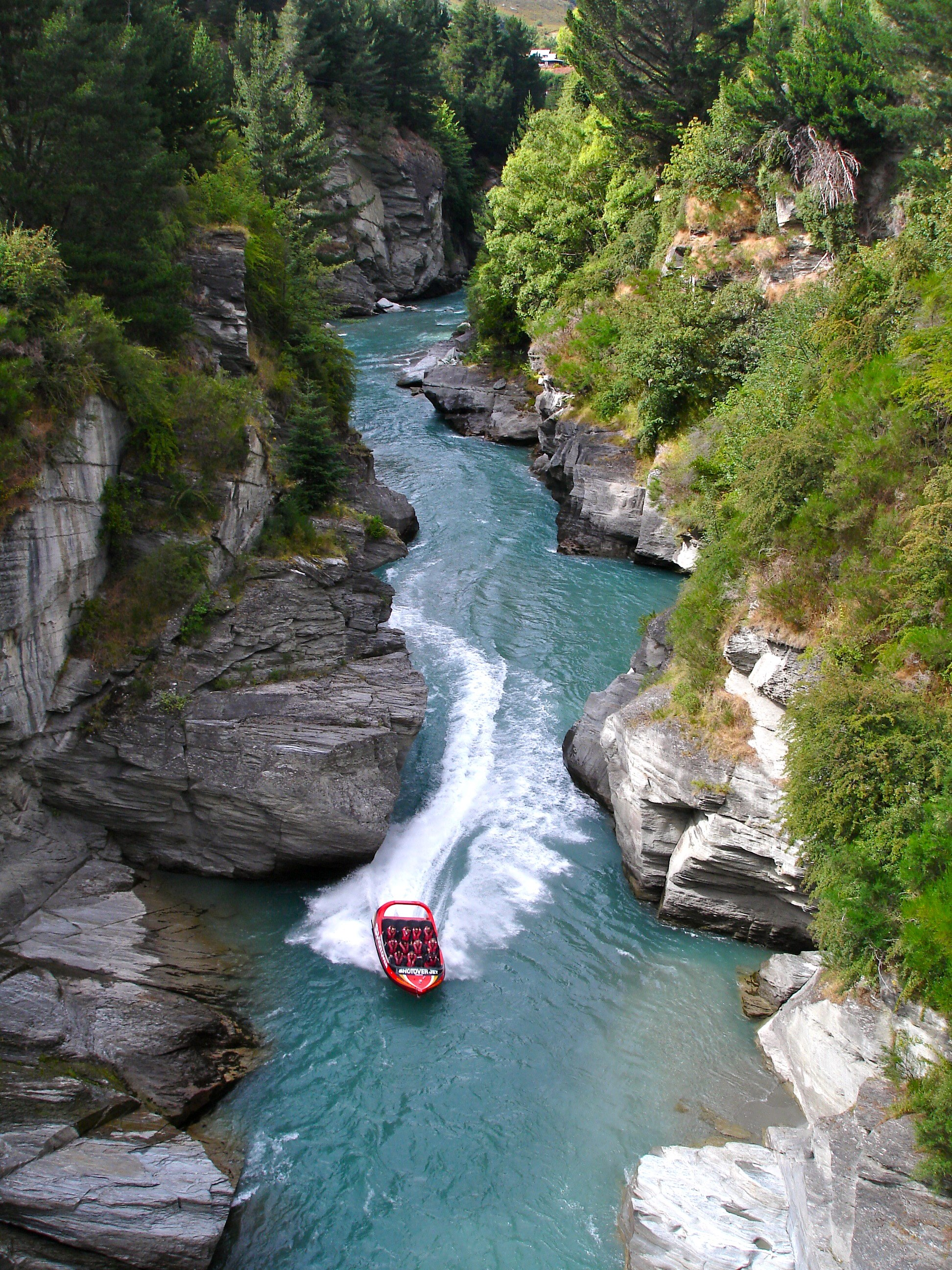
Jetboot in Neuseeland

Ein Jetboot ist ein Wasserfahrzeug, das statt von einer Schiffsschraube durch einen oder mehrere Wasserstrahlantriebe angetrieben und gelenkt wird. Das zum Vortrieb benötigte Wasser wird im Heckbereich am Boden des Bootsrumpfes angesaugt, da der Bug eines Jetbootes bei schneller Gleitfahrt oft keinen Kontakt mehr zur Wasseroberfläche hat, und durch schwenkbare Düsen ausgestoßen (Jet, Jetstrahl). Mit Umkehrklappen kann auch ein Bremsschub zum Abbremsen des Bootes oder zur Rückwärtsfahrt erzeugt werden.
Solche Boote bewähren sich vor allem in seichten Gewässern, sie sind sehr wendig und manövrierfähig und können dank ihres flachen Bodens ohne aus der Rumpfkontour vorstehende Antriebselemente problemlos Zonen geringer Wassertiefe durchfahren, ohne Gefahr zu laufen, Schrauben, Ruder, Z-Antrieb oder den Schaft eines Außenborders zu beschädigen.
Jetboote wurden ursprünglich von William Hamilton für die speziellen Anforderungen in Neuseeland entwickelt.
Ein neues Jetboot ist beim Zoll auf dem Bodensee seit 2021 im Einsatz. Nach Renovierung erhielt die BUCHHORN einen Jetantrieb, der mit seinem 1020 PS-Motor das Boot auf mehr als 70 km/h bringt.
Im weiteren Sinne werden auch Wassermotorräder zu den Jetbooten gezählt.